# George Adams
George Rufus Adams (Covington (Georgia), 29 de abril de 1940-Nueva York, 14 de noviembre de 1992) fue un músico estadounidense de jazz que tocaba el saxofón, la flauta y el clarinete bajo. Es más conocido por su trabajo con Charles Mingus, Gil Evans, Roy Haynes y en el cuarteto que codirigía con el pianista Don Pullen, con el bajista Cameron Brown y el baterista Dannie Richmond. También era conocido por su peculiar forma de cantar.

## Comienzos
George Adams empezó a tocar el piano a la edad de once años y se cambió al saxofón tenor en la escuela secundaria. Más tarde, estudió en el Clark College y recibió clases de flauta por Wayman Carver. Cuando era adolescente, George Adams con frecuencia ganaba experiencia tocando con bandas locales de funk. En 1961, acompañó al cantante Sam Cooke en una gira. En ese momento, Adams tenía su base en Cleveland, donde pasó una gran cantidad de tiempo estudiando y trabajando con tríos de órgano junto al pianista y organista Bill Doggett. Los dos tocaron una forma de música que combinaba el rhythm and blues con el jazz. En 1968, decidió expandir su carrera y mudarse a Nueva York para participar en la creciente escena de jazz de la ciudad. Un año después, George Adams realizó una gira con Roy Haynes, tocando con él hasta 1973. Poco después, actuó con Art Blakey antes de unirse a la banda de Charles Mingus. Su asociación con Mingus duraría hasta 1976.

## Mingus (1973-76)
La primera aparición de George Adams con Mingus fue en Mingus Moves con Ronald Hampton, Dannie Richmond y Don Pullen en 1973. Más tarde, Adams fue a actuar con en los álbumes Mingus en el Carnegie Hall, Changes One y Changes Two. También apareció en Mingus 'Whee (1973) y otros álbumes. Adams era miembro de la banda que tocó Epitaph de Charles Mingus. En 1975, mientras recorría Europa con Mingus, realizó sus primeras grabaciones con su propio nombre junto a Don Pullen, Dannie Richmond y el bajista David Williams. 

## Gil Evans (1975-78)
En 1975 Adams también comenzó una relación de trabajo con Gil Evans que duró hasta 1978. La primera aparición de Adams con Evans fue en su álbum The Gil Evans Orchestra, toca la música de Jimi Hendrix, que estuvo dedicada a los esfuerzos compositivos del guitarrista de rock Jimi Hendrix. El álbum presenta versiones orquestales de canciones como Angel, Castles Made of Sand y Voodoo Child. George Adams continuó grabando con Gil Evans durante 1975 contribuyendo a su álbum There Comes a Time.

## McCoy Tyner
En 1976, Adams comenzó a actuar de forma intermitente con el pianista McCoy Tyner hasta finales de los años ochenta. Al año siguiente, George se presentó con el trompetista Marvin Hannibal Peterson en el Festival de Jazz de Antibes en Antibes, Francia. Apareció en el álbum de Tyner The Greeting en 1978 junto al bajista Charles Fambrough y el baterista Sonship.

## Cuarteto de George Adams/Don Pullen  (1979-92) y carrera personal
En 1979, Adams y Pullen comenzaron a codirigir un cuarteto con el batería Dannie Richmond y el bajista Cameron Brown. En diciembre de 1979, George grabó el álbum Paradise Space Shuttle con su quinteto personal que contó con el pianista Ron Burton, el baterista Al Foster, el bajista Don Pate y el percusionista Azzedin Weston.
La forma de tocar de Adams se puede apreciar bien en la canción principal del Paradise Space Shuttle. Después de una breve introducción, entra en el arreglo tocando una melodía inconexa y primitiva. Luego toca una figura de bebop más tradicional antes de complementarlo con un motivo estridente. Continúa utilizando varias texturas diferentes a lo largo de la canción, como tonos multifónicos, blues riffs y fraseos melódicos expresivos. El resultado de todo esto es una actuación que incluye una gran cantidad de historia de saxofón en cuatro minutos y medio.
En 1980, Adams y Dannie Richmond grabaron el álbum Hand to Hand para la etiqueta Soul Note. El álbum presentaba al trombonista Jimmy Knepper, al pianista Hugh Lawson y al bajista Mike Richmond. En agosto de 1980, Adams y Pullen grabaron el álbum Earth Beams. El conjunto demostraba su clase en la canción principal del álbum. La actuación inmediata de Adams proporciona una gran cantidad de presencia melódica. La profunda resonancia de George ayuda a aumentar la calidad armónica de la canción. Los fundamentos del conjunto también están anclados perfectamente por Dannie Richmond.
En 1983, Adams comenzó a expandirse en su carrera como acompañante grabando con el trombonista Craig Harris en su álbum Black Bone. El año siguiente, George grabó como miembro de la dinastía Mingus en el Village Vanguard. En abril de 1985, Adams y Pullen grabaron el álbum Live at Montmatre, pero no fue lanzado hasta el año 2000, y contó con una aparición especial del guitarrista John Scofield.
Al año siguiente, Adams y Hannibal Peterson grabaron el álbum More Sightings. En 1987, George grabó el álbum Where Were You? con el grupo Orange Then Blue. Contaba con el trompetista Ken Cervenka, el trombonista Peter Cirelli y el trompetista francés Gunther Schuller, entre otros. Luego se convirtió en miembro de la banda Phalanx ese mismo año junto al baterista Rashied Ali, el bajista Sirone y el guitarrista James Blood Ulmer y lanzaron el álbum Original Phalanx.
En 1988, Richmond murió y el grupo Adams / Pullen lo reemplazó brevemente con el baterista Lewis Nash, y luego se disolvió. Adams luego formó un nuevo cuarteto con Cameron Brown, Hugh Lawson y el baterista Gregory Hutchinson. El mismo año, George grabó un álbum de baladas y espirituales titulado Nightingale junto a Lawson, Sirone y el baterista Victor Lewis. El álbum presenta interpretaciones de "What a Wonderful World", "Moon River" y "Ol Man River". 1988 también vio el lanzamiento del álbum Phalanx In Touch.

## Estilo

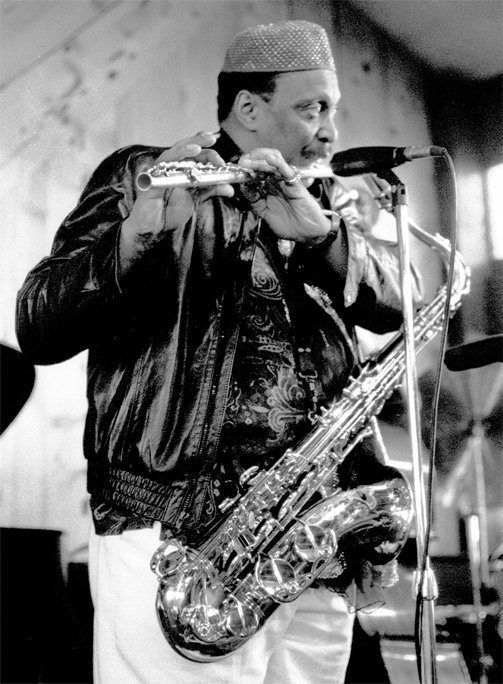
George Adams en Half Moon Bay, California, con el Cuarteto George Adams-Don Pullen, incluyendo a Cameron Brown y Dannie Richmond, 13/3/1988

El estilo musical de George Adams estaba enraizado en el blues y principalmente en la música popular afroamericana. Como saxofonista, sus mayores influencias fueron Rahsaan Roland Kirk, con quien tocó en la banda de Mingus en alguna ocasión, así como el aventurero nerviosismo de John Coltrane y Albert Ayler. Tocó con tremenda intensidad y pasión, así como con lirismo y sutileza. A veces se doblaba hacia atrás cuando tocaba, casi terminando de espaldas. Su canto varió de salvajes lamentos de blues a las baladas.
Adams y Don Pullen compartieron visión musical y su cuarteto se extendió por el rango de R & B a la vanguardia. (El cuarteto fue a veces conocido como el "Cuarteto George Adams-Don Pullen", y algunas veces como el "Cuarteto Don Pullen-George Adams".) Después de la muerte de Adams, Pullen dedicó a su memoria el CD Ode To Life de 1993, grabado por su conexión afro-brasileña, y en particular la balada "Ah George, We Hardly Knew Ya".
Una de las últimas grabaciones de Adams fue América en la etiqueta Blue Note. Este álbum consiste en canciones clásicas estadounidenses como "Tennessee Waltz", "You Are My Sunshine" y "Take Me Out to the Ballgame", así como algunas canciones originales que articulan la visión positiva de Adams de su país y los regalos que le había dado. También incluye "The Star-Spangled Banner" y "America the Beautiful".

## Discografía

### Como líder
- Jazz a Confronto 22 (Horo, 1975)
- Suite for Swingers (Horo, 1976)
- Paradise Space Shuttle (Timeless Muse, 1979)
- Sound Suggestions (ECM, 1979)
- Hand to Hand – con Dannie Richmond (Soul Note, 1980)
- Melodic Excursions – con Don Pullen (Timeless, 1982)
- Gentlemen's Agreement – con Dannie Richmond (Soul Note, 1983)
- More Sightings – con Hannibal Peterson (Enja, 1984 – released 1994)
- Nightingale (Blue Note, 1989)
- America (Blue Note, 1989)
- Old Feeling (Something Else, 1991)

### Como el Cuarteto George Adams-Don Pullen
- All That Funk (Palcoscenico, 1979)
- More Funk (Palcoscenico, 1979)
- Don't Lose Control (Soul Note, 1979)
- Earth Beams (Timeless, 1981)
- Life Line (Timeless, 1981)
- City Gates (Timeless, 1983)
- Live at the Village Vanguard (Soul Note, 1983)
- Live at the Village Vanguard Vol. 2 (Soul Note, 1983)
- Decisions (Timeless, 1984)
- Live at Montmartre – with John Scofield (Timeless, 1985)
- Breakthrough (Blue Note, 1986)
- Song Everlasting (Blue Note, 1987)

Con Phalanx
- 1986 Got Something Good for You (Moers Music)
- 1987 Original Phalanx (DIW)
- 1988 In Touch (DIW)

### Como músico de sesión
Con Gil Evans
- There Comes a Time (RCA, 1975)
- Priestess (Antilles, 1977)
- Gil Evans Live at the Royal Festival Hall London 1978 (RCA, 1979)
- 1981 Lunar Eclypse (live in Europe 1981)
- Live at Sweet Basil (Gramavision, 1984 [1986])
- Live at Sweet Basil Vol. 2 (Gramavision, 1984 [1987])
- 1987 Live at Umbria Jazz: Volume 1 and 2

Con Craig Harris
- Black Bone (Soul Note, 1983)
- 4 Play (JMT, 1991)

Con Roy Haynes
- Hip Ensemble (Mainstream, 1971)
- Senyah (Mainstream, 1972)

Con Cecil McBee
- Mutima (Strata-East, 1974)

Con Charles Mingus
- Mingus Moves (Atlantic, 1973)
- Mingus at Carnegie Hall (Atlantic, 1974)
- Changes One (Atlantic, 1974)
- Changes Two (Atlantic, 1974)

Con New York Unit
- Oleo (CBS/Sony, 1989)
- Blue Bossa (Paddle Wheel, 1990)
- Tribute to George Adams (Paddle Wheel, 1991)

Con Don Pullen
- Jazz a Confronto 21 (Horo, 1975)
- Tomorrow's Promises (Atlantic, 1977)

Con James Blood Ulmer
- Revealing (In + Out, 1977)

Con McCoy Tyner
- The Greeting (Milestone, 1978)
- Horizon (Milestone, 1979)
- Things Ain't What They Used to Be (Blue Note, 1989)